# Eretna

Anatolien zur Zeit der verschiedenen Beyliks.

Eretna war der Name eines anatolischen Fürstentums (Beylik) mit Hauptstadt in Sivas und später Kayseri, das 1328–1381 bestand.
Die Herrscherfamilie war uigurischen Ursprungs und übernahm nach dem Untergang der Ilchane die Herrschaft über einen Teil Anatoliens. Das Beylik erstreckte sich über Zentralanatolien und umfasste die heutigen Städte Niğde, Aksaray, Ankara, Develi, Karahisar, Darende, Amasya, Tokat, Merzifon, Samsun und Erzincan.
Benannt ist das Beylik nach dem Gründer Eretna, einem uigurischen Offizier im Dienste der Tschupaniden.
Der Name Eretna leitet sich wahrscheinlich vom Sanskritwort Ratna = ‚Juwel‘ ab.
Während der Auseinandersetzungen zwischen den Tschupaniden und deren Oberherren, den Ilchanen, musste Eretna 1326 nach Ägypten fliehen. Er konnte später mit Hilfe der Mamluken sein Beylik errichten und ernannte sich zum Sultan. Er legte sich den Beinamen Ala ad-Din zu. Eretna starb 1352 und sein Sohn Ghiyath ad-Din Muhammed wurde sein Nachfolger. Er fiel aber schon 1365 einem Attentat zum Opfer und unter seinem Sohn war das Fürstentum schwach. Einige untergebene Fürsten rebellierten. Die Osmanen besetzten im Westen und die Aq Qoyunlu im Osten Gebiete der Eretna. Das Fürstentum wurde zwar nominell von Ala ad-Din Ali Beg regiert, doch in Wirklichkeit herrschte der Wesir Kadi Burhan ad-Din. Ala ad-Din Ali Beg starb 1380 auf einem Feldzug gegen die rebellischen Fürsten und Kadi Burhan ad-Din setzte sich gegen die Erben durch und wurde zum neuen Sultan. Damit endete das Fürstentum der Eretna.